# Pure Girl
《Pure Girl》是FrontWing於2012年9月28日發售的WindowsPC平台戀愛冒險類型成人遊戲，2017年7月28日發售DVDPG。DMM.com於2013年7月12日獨家販售DL版。

## 故事
星月曉的家由於將要整建，此時父母也要去新婚旅行，曉和妹妹空兩人因此被迫要另尋新住所。不久後在圭的引領下兩人就搬她的豪宅，此時曉發現夜霧、都、鈴也都是這裡的房客，就在大家感到疑惑的時候，圭卻突然宣布這裡是變態們的樂園「夢想房」（ドリームハウス）。

## 角色

### 主要角色
星月曉
本作的男主角。櫻桃院國際學園的二年級學生。原本與家人同住，但是在圭暗中操弄下與妹妹住進夢想房。
久千房夜霧（聲優：桃井莓）
身高：166cm，三圍：B88（F）/W58/H83，生日：12月5日，血型：A型
曉的同學。總是對人用冷淡態度。喜歡自慰和看成人影片，因為上課自慰被會長發現而被迫加入夢想房。
星月空
身高：149cm，三圍：B82（C）/W53/H85，生日：10月11日，血型：B型
曉的親妹妹。很喜歡哥哥也喜歡玩妹系成人遊戲。
京都
身高：155cm，三圍：B85（D）/W57/H84，生日：6月12日，血型：O型
曉的學妹，空的同學和親友。個性容易害羞，舔舐東西會有性快感。
芽上鈴
身高：160cm，三圍：B95（H）/W60/H88，生日：1月18日，血型：AB型
曉的學姊。有很高的包容力。喜歡使用器具，能接受各種性活動，但對戀愛話題卻感到害羞。

### 其他角色
花雞塚圭（聲優：川島梨乃）
曉的學姊，鈴的青梅竹馬，花雞塚集團的變態大小姐。從小就開始經營成人用品店。為了發掘擁有不同素質的變態而創立夢想房。
羽桐檸檬（聲優：三十三七）
與曉同年級的學生，圭的隨身侍者，成人用品店的店員，身穿女性裝扮對曉一見鍾情的偽娘。

## 主題曲
片頭曲「One-Chance!!」
作詞：KOTOKO，作曲、編曲：藤田淳平，主唱：KOTOKO＆佐藤ひろ美
片尾曲「SO SWEET」
作詞：桑島由一，作曲、編曲：藤田淳平，主唱：茶太

## 相關商品
FrontWing於2015年12月4日發售的原聲帶CD，收錄20首遊戲的BGM和兩首歌曲。
於2012年12月17日發售的設定集。

## 外部連結
- 官方網站（页面存档备份，存于）（日語）